# Parafia św. Mikołaja w Eklutnej
Parafia św. Mikołaja w Eklutnej – prawosławna parafia we wsi Eklutna. Jedna z 10 parafii tworzących dekanat misyjny Anchorage diecezji Alaski Kościoła Prawosławnego w Ameryce. Została założona w 1962.

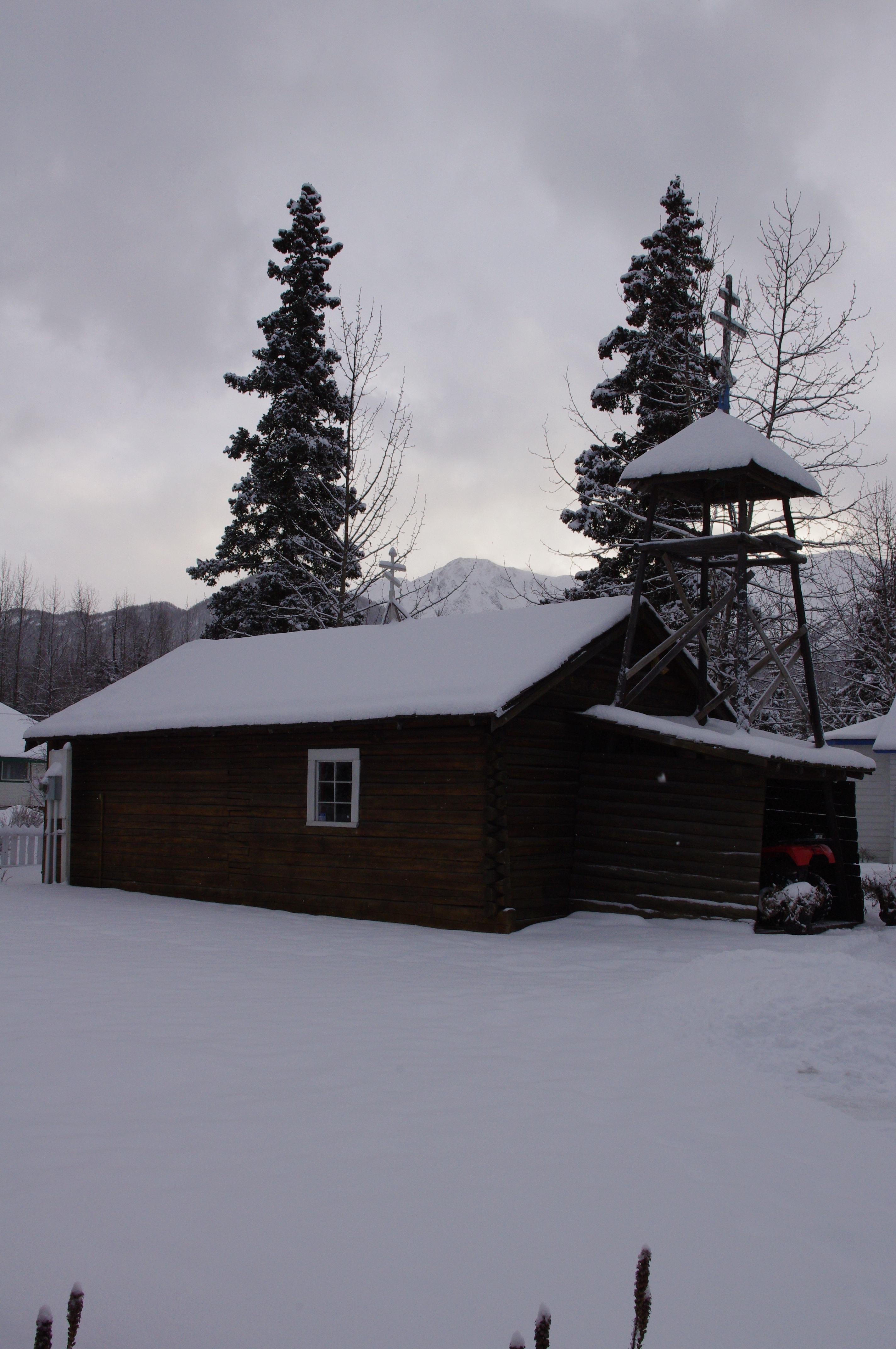
Stara cerkiew
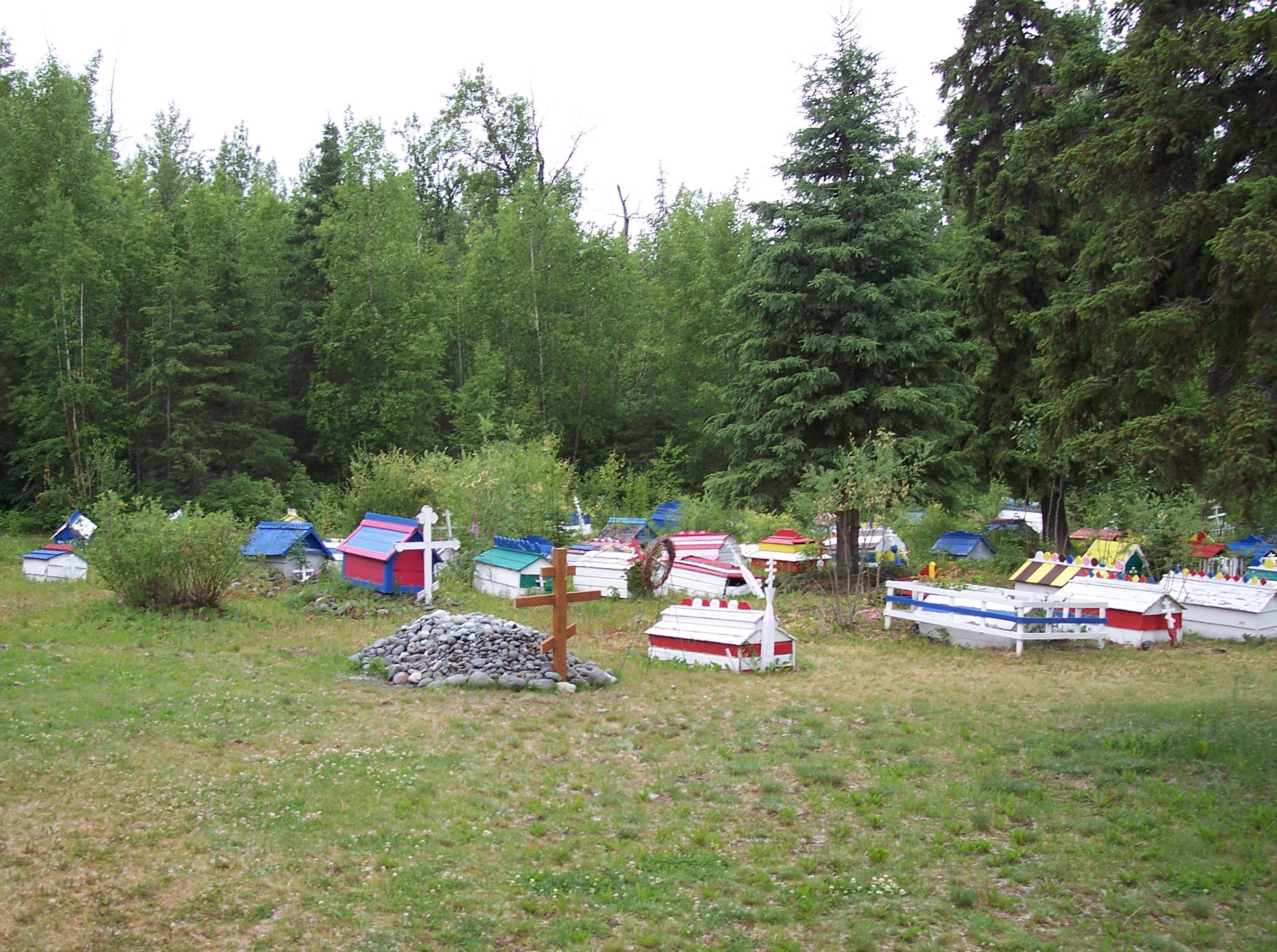
Cmentarz parafialny z „domkami duchów”